# John Logan (guionista)
John David Gynn Logan (San Diego, California, 24 de septiembre de 1961), conocido como John Logan, es un dramaturgo y guionista estadounidense.[cita requerida]

## Biografía
Hijo de padres inmigrantes procedentes de Irlanda del Norte, Logan creció entre los estados de Nueva Jersey, Misisipi y California. Fue a la Universidad de Northwestern, y se graduó en 1983. Trabajó como escritor de dramas en Chicago antes de pasar a ser guionista. Uno de sus dramas, Never the Sinner, cuenta la historia del infame caso de Leopold y Loeb. Tiene dos sobrinos llamados Colin y Armin.[cita requerida]
Entre los guiones de Logan se encuentran: Bats, Un domingo cualquiera, RKO 281, Gladiator (con William Nicholson y David Franzoni), La máquina del tiempo, Simbad: La leyenda de los siete mares, Tornado!, Star Trek: némesis, El último samurái, El aviador y Sweeny Todd: The Demon Barber of Fleet Street.[cita requerida]
Tiene dos nominaciones a los Premios Óscar. Ha conseguido alrededor de 2 millones de dólares con sus guiones. Además, estuvo nominado para un Óscar por la película El aviador.[cita requerida]
Logan vive en Malibú, California. Su próximo gran proyecto de Sony-Columbia es Empire, la historia de un magnate de los medios de comunicación (como Rupert Murdoch); la película estará protagonizada por Will Smith y dirigida por Michael Mann. Otro proyecto es la adaptación de El mercader de Venecia, protagonizado por Patrick Stewart. Además, está trabajando en el guion de Rango, un dibujo animado sobre un lagarto, y en el de BioShock. Fue guionista de la película Hugo, de Martin Scorsese. También es el creador de la serie de televisión Penny Dreadful, que finalizó, tras su tercera temporada, en el 2016.[cita requerida]

## Premios y nominaciones
Premios Óscar
| Año  | Categoría            | Película   | Resultado |
| ---- | -------------------- | ---------- | --------- |
| 2001 | Mejor guion original | Gladiator  | Nominado  |
| 2005 | Mejor guion original | El aviador | Nominado  |
| 2012 | Mejor guion adaptado | Hugo       | Nominado  |